# Marina Perezagua
Marina Perezagua (geb. 1978 in Sevilla) ist eine spanische Schriftstellerin, Lyrikerin und Literaturdozentin, die für ihren stilistisch radikalen, thematisch unbequemen und literarisch innovativen Zugang zur Fiktion bekannt ist. Neben ihrer schriftstellerischen Tätigkeit war sie als Hochschuldozentin in den Vereinigten Staaten und Frankreich tätig und gilt als eine der profiliertesten Stimmen der Gegenwartsliteratur in spanischer Sprache.

## Leben
Perezagua wuchs als Einzelkind in einem von Literatur und Geschichten geprägten Umfeld auf. Sie studierte Kunstgeschichte an der Universität Sevilla. Als junge Frau ging sie in die USA, wo sie einen Doktortitel in hispanischer Philologie an der State University of New York erwarb und dort auch Sprache, Literatur, Geschichte und Film Lateinamerikas unterrichtete. Nach einem längeren Aufenthalt in Frankreich, wo sie am Instituto Cervantes in Lyon tätig war, kehrte sie in die Vereinigten Staaten zurück. In New York unterrichtete sie kreatives Schreiben an der New York University als Distinguished Writer in Residence. Privat lebt Perezagua zwischen den Kulturen: Sie war viele Jahre in New York ansässig, zog später aber nach Andalusien zurück und lebt mittlerweile in einem kleinen Ort in der Nähe von Málaga.

## Wirken
Perezaguas schriftstellerisches Werk umfasst Erzählbände, Romane und Lyrik. Sie debütierte mit den Kurzgeschichtensammlungen Criaturas abisales (2009) und Leche (2010), die sie als kompromisslose Erzählerin mit Affinität zu Gewalt, Sexualität und existenziellen Themen etablierten. Ihr erster Roman Yoro (2015) handelt von einer intersexuellen Figur, welche das Trauma der Atombombe von Hiroshima mit einer persönlichen Tragödie verwebt – das Werk wurde international rezipiert und gewann 2016 den Premio Sor Juana Inés de la Cruz.
Es folgten Romane wie Don Quijote de Manhattan (2016), eine parodistische Relektüre des Cervantes-Stoffs vor dem Hintergrund einer dekadenten US-Gesellschaft, sowie Seis formas de morir en Texas (2019), ein Buch über den Organhandel, das Perezagua sorgfältig anhand offizieller Dokumente recherchierte.
Neben Romanen veröffentlichte sie auch das Gedichtband Nana de la Medusa, der erotische und mythische Motive aufgreift. Ihre Werke erschienen in zahlreichen Literaturzeitschriften, darunter Granta, Letras Libres, JotDown und Cuadernos Hispanoamericanos, und wurden in zahlreiche Sprachen übersetzt.
Im Jahr 2025 erschien ihr Erzählband Luna Park, in dem sie sich mit Mutterschaft, Fremdheit, Körperlichkeit und innerer Zerrissenheit auseinandersetzt, eingebettet in Szenarien zwischen autobiografischer Verdichtung und Fiktion. Das Buch beschreibt zugleich Perezaguas Abschied von New York und ihre Rückkehr nach Spanien.
Ihre körperliche Disziplin als Apnoe-Taucherin und Langstreckenschwimmerin, unter anderem durch die Durchquerung der Straße von Gibraltar, ist eng mit ihrer literarischen Arbeitsweise verknüpft. Sie selbst bezeichnet ihre Texte als „Rhythmusliteratur“: Die Struktur folgt oft einer durch das Schwimmen und Tauchen geschulten inneren Kadenz, wobei der Atem als kompositorisches Prinzip dient. Die Schriftstellerin versteht Literatur nicht als Selbsterforschung, sondern als „radikalen Akt der Neugier“ gegenüber anderen Realitäten. Ihre Figuren sind oft Außenseiter, deren Schmerz zugleich ein Erkenntnismittel ist. Perezagua schreibt, wie sie selbst sagt, „um in Frieden zu leben – aus keinem anderen Grund“.